# Ligue des champions féminine de l'EHF 2018-2019
Navigation
2017-2018 2019-2020
La Ligue des champions 2018-2019 est la cinquante-neuvième édition de la Ligue des champions féminine de l'EHF. Sous l'égide de la Fédération européenne de handball (EHF), elle oppose les meilleurs clubs féminins de handball d'Europe.

## Participants
| Équipe                  | Titre                         |
| ----------------------- | ----------------------------- |
| Győri ETO KC            | Tenant du titre               |
| Budućnost Podgorica     | Champion du Monténégro        |
| CSM Bucarest            | Champion de Roumanie          |
| Vipers Kristiansand     | Champion de Norvège           |
| Rostov-Don              | Champion de Russie            |
| Copenhague Handball     | Champion de Danemark          |
| Metz Handball           | Champion de France            |
| Thüringer HC            | Champion d'Allemagne          |
| RK Krim                 | Champion de Slovénie          |
| IK Sävehof              | Champion de Suède             |
| FTC Budapest            | 2e du Championnat de Hongrie  |
| Odense Håndbold         | 2e du Championnat de Danemark |
| Brest Bretagne Handball | 2e du championnat de France   |
| Larvik HK               | 2e du Championnat de Norvège  |

| Équipe              | Titre                         |
| ------------------- | ----------------------------- |
| MKS Lublin          | Champion de Pologne           |
| Podravka Koprivnica | Champion de Croatie           |
| Bera Bera           | Champion d'Espagne            |
| Muratpaşa BSK       | Champion de Turquie           |
| Jomi Salerno        | Champion d'Italie             |
| ŽORK Jagodina       | Champion de Serbie            |
| SG BBM Bietigheim   | 2e du Championnat d'Allemagne |
| SCM Craiova         | 2e du Championnat de Roumanie |

## Phase de qualification

### Tournoi de qualification 1
|  | Demi-finales      | Demi-finales      | Demi-finales     | Demi-finales     |                               |                   | Finale           | Finale           | Finale           | Finale           |
|  |                   |                   |                  |                  |                               |                   |                  |                  |                  |                  |
|  | 8 septembre 2018  | 8 septembre 2018  | 8 septembre 2018 | 8 septembre 2018 |                               |                   | 9 septembre 2018 | 9 septembre 2018 | 9 septembre 2018 | 9 septembre 2018 |
|  | SG BBM Bietigheim | SG BBM Bietigheim | 33               | 33               |                               |                   | 9 septembre 2018 | 9 septembre 2018 | 9 septembre 2018 | 9 septembre 2018 |
|  | SG BBM Bietigheim | SG BBM Bietigheim | 33               | 33               |                               |                   | 9 septembre 2018 | 9 septembre 2018 | 9 septembre 2018 | 9 septembre 2018 |
|  | Bera Bera         | Bera Bera         | 27               | 27               |                               |                   | 9 septembre 2018 | 9 septembre 2018 | 9 septembre 2018 | 9 septembre 2018 |
|  | Bera Bera         | Bera Bera         | 27               | 27               | SG BBM Bietigheim             | SG BBM Bietigheim | 34               | 34               |                  |                  |
|  | 8 septembre 2018  |                   |                  |                  | SG BBM Bietigheim             | SG BBM Bietigheim | 34               | 34               |                  |                  |
|  |                   |                   | MKS Lublin       | MKS Lublin       | 19                            | 19                |                  |                  |                  |                  |
|  | MKS Lublin        | MKS Lublin        | MKS Lublin       | MKS Lublin       | 19                            | 19                | 28               | 28               |                  |                  |
|  | MKS Lublin        | MKS Lublin        |                  |                  |                               |                   |                  | 28               |                  |                  |
|  | Jomi Salerno      | Jomi Salerno      | 17               | 17               |                               |                   |                  |                  |                  |                  |
|  | Jomi Salerno      | Jomi Salerno      | 17               | 17               | Match pour la troisième place |                   |                  |                  |                  |                  |
|  |                   |                   |                  |                  |                               |                   |                  |                  |                  |                  |
|  | 9 septembre 2018  |                   |                  |                  |                               |                   |                  |                  |                  |                  |
|  | Bera Bera         | Bera Bera         | 40               | 40               |                               |                   |                  |                  |                  |                  |
|  | Bera Bera         | Bera Bera         | 40               | 40               |                               |                   |                  |                  |                  |                  |
|  | Jomi Salerno      | Jomi Salerno      | 20               | 20               |                               |                   |                  |                  |                  |                  |
|  | Jomi Salerno      | Jomi Salerno      | 20               | 20               |                               |                   |                  |                  |                  |                  |

| Pl.                                | Équipe                           |
| Qualifié pour la phase de groupe   | Qualifié pour la phase de groupe |
| ---------------------------------- | -------------------------------- |
| 1                                  | SG BBM Bietigheim                |
| Reversé au 3e tour de la coupe EHF |                                  |
| 2                                  | MKS Lublin                       |
| 3                                  | Bera Bera                        |
| Reversé au 2e tour de la coupe EHF |                                  |
| 4                                  | Jomi Salerno                     |

### Tournoi de qualification 2
|  | Demi-finales        | Demi-finales        | Demi-finales        | Demi-finales        |                               |             | Finale           | Finale           | Finale           | Finale           |
|  |                     |                     |                     |                     |                               |             |                  |                  |                  |                  |
|  | 8 septembre 2018    | 8 septembre 2018    | 8 septembre 2018    | 8 septembre 2018    |                               |             | 9 septembre 2018 | 9 septembre 2018 | 9 septembre 2018 | 9 septembre 2018 |
|  | SCM Craiova         | SCM Craiova         | 31                  | 31                  |                               |             | 9 septembre 2018 | 9 septembre 2018 | 9 septembre 2018 | 9 septembre 2018 |
|  | SCM Craiova         | SCM Craiova         | 31                  | 31                  |                               |             | 9 septembre 2018 | 9 septembre 2018 | 9 septembre 2018 | 9 septembre 2018 |
|  | ŽORK Jagodina       | ŽORK Jagodina       | 18                  | 18                  |                               |             | 9 septembre 2018 | 9 septembre 2018 | 9 septembre 2018 | 9 septembre 2018 |
|  | ŽORK Jagodina       | ŽORK Jagodina       | 18                  | 18                  | SCM Craiova                   | SCM Craiova | 21               | 21               |                  |                  |
|  | 8 septembre 2018    |                     |                     |                     | SCM Craiova                   | SCM Craiova | 21               | 21               |                  |                  |
|  |                     |                     | Podravka Koprivnica | Podravka Koprivnica | 22                            | 22          |                  |                  |                  |                  |
|  | Podravka Koprivnica | Podravka Koprivnica | Podravka Koprivnica | Podravka Koprivnica | 22                            | 22          | 35               | 35               |                  |                  |
|  | Podravka Koprivnica | Podravka Koprivnica |                     |                     |                               |             |                  | 35               |                  |                  |
|  | Muratpaşa BSK       | Muratpaşa BSK       | 22                  | 22                  |                               |             |                  |                  |                  |                  |
|  | Muratpaşa BSK       | Muratpaşa BSK       | 22                  | 22                  | Match pour la troisième place |             |                  |                  |                  |                  |
|  |                     |                     |                     |                     |                               |             |                  |                  |                  |                  |
|  | 9 septembre 2018    |                     |                     |                     |                               |             |                  |                  |                  |                  |
|  | ŽORK Jagodina       | ŽORK Jagodina       | 26                  | 26                  |                               |             |                  |                  |                  |                  |
|  | ŽORK Jagodina       | ŽORK Jagodina       | 26                  | 26                  |                               |             |                  |                  |                  |                  |
|  | Muratpaşa BSK       | Muratpaşa BSK       | 24                  | 24                  |                               |             |                  |                  |                  |                  |
|  | Muratpaşa BSK       | Muratpaşa BSK       | 24                  | 24                  |                               |             |                  |                  |                  |                  |

| Pl.                                | Équipe                           |
| Qualifié pour la phase de groupe   | Qualifié pour la phase de groupe |
| ---------------------------------- | -------------------------------- |
| 1                                  | Podravka Koprivnica              |
| Reversé au 3e tour de la coupe EHF |                                  |
| 2                                  | SCM Craiova                      |
| 3                                  | ŽORK Jagodina                    |
| Reversé au 2e tour de la coupe EHF |                                  |
| 4                                  | Muratpaşa BSK                    |

## Phase de groupes
Légende
- Qualifié pour le Tour principal.
- Reversé en Phase de groupe de la Coupe de l'EHF.

### Groupe A
|   | Équipe              | Pts | J | G | N | P | Bp  | Bc  | Diff |  | Résultats (dom.\ext.) |       |       |       |       |
| - | ------------------- | --- | - | - | - | - | --- | --- | ---- |  | --------------------- | ----- | ----- | ----- | ----- |
| 1 | Metz Handball       | 9   | 6 | 4 | 1 | 1 | 166 | 133 | 33   |  | Metz Handball         |       | 25-24 | 41-26 | 31-20 |
| 2 | Budućnost Podgorica | 8   | 6 | 4 | 0 | 2 | 152 | 142 | 10   |  | Budućnost Podgorica   | 23-19 |       | 31-28 | 26-25 |
| 3 | Odense Håndbold     | 5   | 6 | 2 | 1 | 3 | 155 | 165 | -10  |  | Odense Håndbold       | 19-19 | 22-26 |       | 27-23 |
| 4 | Larvik HK           | 2   | 6 | 1 | 0 | 5 | 137 | 170 | -33  |  | Larvik HK             | 21-31 | 23-22 | 25-33 |       |

### Groupe B
|   | Équipe                  | Pts | J | G | N | P | Bp  | Bc  | Diff |  | Résultats (dom.\ext.)   |       |       |       |       |
| - | ----------------------- | --- | - | - | - | - | --- | --- | ---- |  | ----------------------- | ----- | ----- | ----- | ----- |
| 1 | Rostov-Don              | 11  | 6 | 5 | 1 | 0 | 178 | 146 | 32   |  | Rostov-Don              |       | 30-25 | 30-24 | 30-21 |
| 2 | Copenhague Handball     | 7   | 6 | 3 | 1 | 2 | 175 | 157 | 18   |  | Copenhague Handball     | 21-27 |       | 32-28 | 33-22 |
| 3 | Brest Bretagne Handball | 6   | 6 | 2 | 2 | 2 | 182 | 172 | 10   |  | Brest Bretagne Handball | 29-29 | 28-28 |       | 34-26 |
| 4 | IK Sävehof              | 0   | 6 | 0 | 0 | 6 | 144 | 204 | -60  |  | IK Sävehof              | 26-32 | 22-36 | 27-39 |       |

### Groupe C
|   | Équipe              | Pts | J | G | N | P | Bp  | Bc  | Diff |  | Résultats (dom.\ext.) |       |       |       |       |
| - | ------------------- | --- | - | - | - | - | --- | --- | ---- |  | --------------------- | ----- | ----- | ----- | ----- |
| 1 | Győri ETO KC        | 12  | 6 | 6 | 0 | 0 | 210 | 140 | 70   |  | Győri ETO KC          |       | 39-23 | 31-28 | 37-17 |
| 2 | RK Krim             | 6   | 6 | 2 | 2 | 2 | 153 | 164 | -11  |  | RK Krim               | 23-32 |       | 27-20 | 27-20 |
| 3 | Thüringer HC        | 3   | 6 | 1 | 1 | 4 | 153 | 173 | -20  |  | Thüringer HC          | 22-38 | 26-26 |       | 26-28 |
| 4 | Podravka Koprivnica | 3   | 6 | 1 | 1 | 4 | 142 | 181 | -39  |  | Podravka Koprivnica   | 27-33 | 27-27 | 23-31 |       |

### Groupe D
|   | Équipe              | Pts | J | G | N | P | Bp  | Bc  | Diff |  | Résultats (dom.\ext.) |       |       |       |       |
| - | ------------------- | --- | - | - | - | - | --- | --- | ---- |  | --------------------- | ----- | ----- | ----- | ----- |
| 1 | CSM Bucarest        | 8   | 6 | 4 | 0 | 2 | 185 | 171 | 14   |  | CSM Bucarest          |       | 26-31 | 36-31 | 32-24 |
| 2 | Vipers Kristiansand | 7   | 6 | 3 | 1 | 2 | 180 | 162 | 18   |  | Vipers Kristiansand   | 27-29 |       | 35-27 | 27-27 |
| 3 | FTC Budapest        | 6   | 6 | 3 | 0 | 3 | 174 | 186 | -12  |  | FTC Budapest          | 28-34 | 27-26 |       | 33-30 |
| 4 | SG BBM Bietigheim   | 3   | 6 | 1 | 1 | 4 | 162 | 182 | -20  |  | SG BBM Bietigheim     | 30-28 | 26-34 | 25-28 |       |

## Tour principal
Légende
- Qualifié pour les Quarts de finale.
- Éliminé de la compétition.

Les résultats entre deux clubs issus d'un même groupe sont conservés.

### Groupe 1
Pour la première fois de l'histoire de la compétition deux clubs français, Brest et Metz, s'affrontent. Le match aller a lieu le 2 février 2019 à Brest dans le cadre de la 2e journée du tour principal tandis que le match retour se déroule à Metz le 3 mars 2019 à l'occasion de la 5e journée.
|   | Équipe                  | Pts | J  | G | N | P | Bp  | Bc  | Diff |  | Résultats (dom.\ext.)   |       |       |       |       |       |       |
| - | ----------------------- | --- | -- | - | - | - | --- | --- | ---- |  | ----------------------- | ----- | ----- | ----- | ----- | ----- | ----- |
| 1 | Metz Handball           | 15  | 10 | 7 | 1 | 2 | 299 | 242 | 57   |  | Metz Handball           |       | 29-25 | 25-24 | 41-26 | 36-24 | 39-26 |
| 2 | Rostov-Don              | 15  | 10 | 7 | 1 | 2 | 261 | 241 | 20   |  | Rostov-Don              | 18-26 |       | 24-22 | 25-19 | 30-25 | 30-24 |
| 3 | Budućnost Podgorica     | 11  | 10 | 5 | 1 | 4 | 245 | 248 | -3   |  | Budućnost Podgorica     | 23-19 | 20-23 |       | 31-28 | 29-27 | 28-27 |
| 4 | Odense Håndbold         | 8   | 10 | 3 | 2 | 5 | 246 | 267 | -21  |  | Odense Håndbold         | 19-19 | 26-30 | 22-26 |       | 25-23 | 28-24 |
| 5 | Copenhague Handball     | 8   | 10 | 3 | 2 | 5 | 271 | 280 | -9   |  | Copenhague Handball     | 36-33 | 21-27 | 31-20 | 24-24 |       | 32-28 |
| 6 | Brest Bretagne Handball | 3   | 10 | 0 | 3 | 7 | 253 | 297 | -44  |  | Brest Bretagne Handball | 21-32 | 29-29 | 22-22 | 24-29 | 28-28 |       |

### Groupe 2
|   | Équipe              | Pts | J  | G | N | P | Bp  | Bc  | Diff |  | Résultats (dom.\ext.) |       |       |       |       |       |       |
| - | ------------------- | --- | -- | - | - | - | --- | --- | ---- |  | --------------------- | ----- | ----- | ----- | ----- | ----- | ----- |
| 1 | Győri ETO KC        | 18  | 10 | 8 | 2 | 0 | 333 | 267 | 66   |  | Győri ETO KC          |       | 33-29 | 32-32 | 36-27 | 39-23 | 31-28 |
| 2 | Vipers Kristiansand | 12  | 10 | 6 | 0 | 4 | 288 | 265 | 23   |  | Vipers Kristiansand   | 26-33 |       | 35-27 | 27-29 | 29-21 | 31-24 |
| 3 | FTC Budapest        | 12  | 10 | 5 | 2 | 3 | 298 | 306 | -8   |  | FTC Budapest          | 32-32 | 27-26 |       | 28-34 | 31-27 | 30-29 |
| 4 | CSM Bucarest        | 11  | 10 | 5 | 1 | 4 | 292 | 282 | 10   |  | CSM Bucarest          | 25-27 | 26-31 | 36-31 |       | 32-26 | 23-23 |
| 5 | RK Krim             | 5   | 10 | 2 | 1 | 7 | 243 | 281 | -38  |  | RK Krim               | 23-32 | 24-25 | 23-25 | 23-22 |       | 27-20 |
| 6 | Thüringer HC        | 2   | 10 | 0 | 2 | 8 | 255 | 308 | -53  |  | Thüringer HC          | 22-38 | 21-29 | 32-35 | 30-38 | 26-26 |       |

## Quarts de finale
| Groupe W            | Groupe Z            |
| ------------------- | ------------------- |
| Metz Handball       | Győri ETO KC        |
| Rostov-Don          | Vipers Kristiansand |
| Budućnost Podgorica | FTC Budapest        |
| Odense Håndbold     | CSM Bucarest        |

Les quarts de finale auront lieu du 5 au 7 avril (aller) et du 12 au 14 avril (retour)
| Date aller   | Club                | Aller | Total  | Retour | Club                | Date retour   |
| ------------ | ------------------- | ----- | ------ | ------ | ------------------- | ------------- |
| 5 avril 2019 | CSM Bucarest        | 26–31 | 48– 54 | 22–23  | Metz Handball       | 13 avril 2019 |
| 7 avril 2019 | FTC Budapest        | 26–29 | 48–62  | 22–33  | Rostov-Don          | 13 avril 2019 |
| 7 avril 2019 | Budućnost Podgorica | 19–24 | 37–49  | 18–25  | Vipers Kristiansand | 13 avril 2019 |
| 7 avril 2019 | Odense Håndbold     | 28–29 | 49–62  | 21–33  | Győri ETO KC        | 13 avril 2019 |

## Final Four
Le Final Four a lieu dans la salle Papp László Budapest Sportaréna, à Budapest les 11 et 12 mai 2019.
Double vainqueur en titre, Győr dispute là son quatrième Final Four consécutif. Rostov était déjà présent à ce stade l'année précédente. Pour Metz et Kristiansand, il s'agit de leur première apparition à ce niveau de la principale compétition européenne. 
|  | Demi-finales                             | Demi-finales                             | Demi-finales                             | Demi-finales                             |                               |              | Finale                                   | Finale                                   | Finale                                   | Finale                                   |
|  |                                          |                                          |                                          |                                          |                               |              |                                          |                                          |                                          |                                          |
|  | 11 mai 2019 à 15h15 à Budapest (Hongrie) | 11 mai 2019 à 15h15 à Budapest (Hongrie) | 11 mai 2019 à 15h15 à Budapest (Hongrie) | 11 mai 2019 à 15h15 à Budapest (Hongrie) |                               |              | 12 mai 2019 à 18h00 à Budapest (Hongrie) | 12 mai 2019 à 18h00 à Budapest (Hongrie) | 12 mai 2019 à 18h00 à Budapest (Hongrie) | 12 mai 2019 à 18h00 à Budapest (Hongrie) |
|  | Vipers Kristiansand                      | Vipers Kristiansand                      | 22                                       | 22                                       |                               |              | 12 mai 2019 à 18h00 à Budapest (Hongrie) | 12 mai 2019 à 18h00 à Budapest (Hongrie) | 12 mai 2019 à 18h00 à Budapest (Hongrie) | 12 mai 2019 à 18h00 à Budapest (Hongrie) |
|  | Vipers Kristiansand                      | Vipers Kristiansand                      | 22                                       | 22                                       |                               |              | 12 mai 2019 à 18h00 à Budapest (Hongrie) | 12 mai 2019 à 18h00 à Budapest (Hongrie) | 12 mai 2019 à 18h00 à Budapest (Hongrie) | 12 mai 2019 à 18h00 à Budapest (Hongrie) |
|  | Győri ETO KC                             | Győri ETO KC                             | 31                                       | 31                                       |                               |              | 12 mai 2019 à 18h00 à Budapest (Hongrie) | 12 mai 2019 à 18h00 à Budapest (Hongrie) | 12 mai 2019 à 18h00 à Budapest (Hongrie) | 12 mai 2019 à 18h00 à Budapest (Hongrie) |
|  | Győri ETO KC                             | Győri ETO KC                             | 31                                       | 31                                       | Győri ETO KC                  | Győri ETO KC | 25                                       | 25                                       |                                          |                                          |
|  | 11 mai 2019 à 18h00 à Budapest (Hongrie) |                                          |                                          |                                          | Győri ETO KC                  | Győri ETO KC | 25                                       | 25                                       |                                          |                                          |
|  |                                          |                                          | Rostov-Don                               | Rostov-Don                               | 24                            | 24           |                                          |                                          |                                          |                                          |
|  | Metz Handball                            | Metz Handball                            | Rostov-Don                               | Rostov-Don                               | 24                            | 24           | 25                                       | 25                                       |                                          |                                          |
|  | Metz Handball                            | Metz Handball                            |                                          |                                          |                               |              |                                          | 25                                       |                                          |                                          |
|  | Rostov-Don                               | Rostov-Don                               | 27                                       | 27                                       |                               |              |                                          |                                          |                                          |                                          |
|  | Rostov-Don                               | Rostov-Don                               | 27                                       | 27                                       | Match pour la troisième place |              |                                          |                                          |                                          |                                          |
|  |                                          |                                          |                                          |                                          |                               |              |                                          |                                          |                                          |                                          |
|  | 12 mai 2019 à 15h15 à Budapest (Hongrie) |                                          |                                          |                                          |                               |              |                                          |                                          |                                          |                                          |
|  | Vipers Kristiansand                      | Vipers Kristiansand                      | 31                                       | 31                                       |                               |              |                                          |                                          |                                          |                                          |
|  | Vipers Kristiansand                      | Vipers Kristiansand                      | 31                                       | 31                                       |                               |              |                                          |                                          |                                          |                                          |
|  | Metz Handball                            | Metz Handball                            | 30                                       | 30                                       |                               |              |                                          |                                          |                                          |                                          |
|  | Metz Handball                            | Metz Handball                            | 30                                       | 30                                       |                               |              |                                          |                                          |                                          |                                          |

### Demi-finales
| 11 mai 2019 15h15 CET | Vipers Kristiansand   | 22 – 31          | Győri ETO KC    | Papp László Budapest Sportaréna, à Budapest Affluence : 12 000 Arbitrage : Viktoria Alpaidze, Tatyana Berezkina |
| 11 mai 2019 15h15 CET | Emilie Hegh Arntzen 5 | (8 – 18)         | Kari Brattset 8 | Papp László Budapest Sportaréna, à Budapest Affluence : 12 000 Arbitrage : Viktoria Alpaidze, Tatyana Berezkina |
| 11 mai 2019 15h15 CET | ×3 ×4                 | Feuille de match | ×2 ×3 ×1dont ×1 | Papp László Budapest Sportaréna, à Budapest Affluence : 12 000 Arbitrage : Viktoria Alpaidze, Tatyana Berezkina |

| 11 mai 2019 18h00 CET | Metz Handball | 25 – 27          | Rostov-Don        | Papp László Budapest Sportaréna, à Budapest Affluence : 12 000 Arbitrage : Kursad Erdogan, Ibrahim Özdeniz |
| 11 mai 2019 18h00 CET | Grâce Zaadi 9 | (8 – 15)         | Anna Viakhireva 7 | Papp László Budapest Sportaréna, à Budapest Affluence : 12 000 Arbitrage : Kursad Erdogan, Ibrahim Özdeniz |
| 11 mai 2019 18h00 CET | ×2            | Feuille de match | ×2 ×5 ×1          | Papp László Budapest Sportaréna, à Budapest Affluence : 12 000 Arbitrage : Kursad Erdogan, Ibrahim Özdeniz |

### Match pour la3eplace
| 12 mai 2019 15h15 CET | Vipers Kristiansand        | 31 – 30          | Metz Handball                  | Papp László Budapest Sportaréna, à Budapest Affluence : 12 000 Arbitrage : Maike Merz, Tanja Schilha |
| 12 mai 2019 15h15 CET | Linn Jørum Sulland 10 buts | (15 – 16)        | Zaadi, Smits et N'Gouan 5 buts | Papp László Budapest Sportaréna, à Budapest Affluence : 12 000 Arbitrage : Maike Merz, Tanja Schilha |
| 12 mai 2019 15h15 CET | ×2 ×4                      | Feuille de match | ×1                             | Papp László Budapest Sportaréna, à Budapest Affluence : 12 000 Arbitrage : Maike Merz, Tanja Schilha |

### Finale
| 12 mai 2019 18h00 CET | Győri ETO KC          | 25 – 24          | Rostov-Don          | Papp László Budapest Sportaréna, à Budapest Affluence : 12 000 Arbitrage : Joanna Brehmer, Agnieszka Skowronek |
| 12 mai 2019 18h00 CET | Eduarda Amorim 7 buts | (15 – 11)        | Lois Abbingh 7 buts | Papp László Budapest Sportaréna, à Budapest Affluence : 12 000 Arbitrage : Joanna Brehmer, Agnieszka Skowronek |
| 12 mai 2019 18h00 CET | ×2 ×6 ×2              | Feuille de match | ×3 ×6               | Papp László Budapest Sportaréna, à Budapest Affluence : 12 000 Arbitrage : Joanna Brehmer, Agnieszka Skowronek |

### Les championnes d'Europe
| Champion d'Europe - Ligue des champions féminine de l'EHF 2018-2019 Győri ETO KC 5e titre |

## Statistiques et récompenses

### Meilleures joueuses
À la veille du Final Four, l'EHF a dévoilé les meilleures joueuses de la compétition : 
| Poste            | Joueuse              | Club                | Votes |
| ---------------- | -------------------- | ------------------- | ----- |
| Gardienne de but | Katrine Lunde        | Vipers Kristiansand | 6206  |
| Ailière gauche   | Manon Houette        | Metz Handball       | 8693  |
| Arrière gauche   | Anne Mette Hansen    | Győri ETO KC        | 10787 |
| Demi-centre      | Stine Bredal Oftedal | Győri ETO KC        | 7667  |
| Pivot            | Crina Pintea         | Győri ETO KC        | 9121  |
| Arrière droite   | Anna Viakhireva      | Rostov-Don          | 7568  |
| Ailière droite   | Jovanka Radičević    | CSM Bucarest        | 8017  |
| Défenseur        | Eduarda Amorim       | Győri ETO KC        | 9936  |
| Meilleure jeune  | Noémi Háfra          | FTC Budapest        | 6706  |
| Entraîneur       | Emmanuel Mayonnade   | Metz Handball       | 5816  |

Kari Aalvik Grimsbø, gardienne de but norvégienne du Győri ETO KC, est quant à elle élue meilleure joueuse du Final Four.

### Meilleures marqueuses
À l'issue de la compétition, les meilleures marqueuses sont les suivantes : 
| Rang | Joueuse              | Équipe                  | Buts |
| ---- | -------------------- | ----------------------- | ---- |
| 1    | Linn Jørum Sulland   | Vipers Kristiansand     | 89   |
| 2    | Jovanka Radičević    | CSM Bucarest            | 80   |
| 2    | Noémi Háfra          | FTC Budapest            | 80   |
| 4    | Ana Gros             | Brest Bretagne Handball | 76   |
| 5    | Andrea Lekić         | CSM Bucarest            | 73   |
| 5    | Cornelia Nycke Groot | Győri ETO KC            | 73   |
| 7    | Iveta Luzumová       | Thüringer HC            | 71   |
| 7    | Henny Reistad        | Vipers Kristiansand     | 71   |
| 7    | Grâce Zaadi          | Metz Handball           | 71   |
| 10   | Nerea Pena Abaurrea  | FTC Budapest            | 69   |